# Ciochina
Ciochina est une commune du județ de Ialomița en Roumanie.